# Frank Smythe
Pour les articles homonymes, voir Smythe.
Frank Sydney Smythe (6 juillet 1900 - 27 juin 1949) était un alpiniste britannique, également conférencier et auteur de nombreux ouvrages sur la montagne et l'alpinisme, dans les premières années de l'exploration et la conquête de l'Himalaya.

## Biographie
Il fit notamment avec Thomas Graham Brown les deux premières voies du versant Est, dit versant Brenva, du mont Blanc : la voie de la Sentinelle Rouge (nom d'un rocher de la face, sous lequel ils bivouaquèrent) les 1er et 2 septembre 1927, et la voie Major (du nom du col Major entre le mont Blanc et le mont Blanc de Courmayeur), les 6 et 7 août 1928. Le récit de ses ascensions qu'en fit Graham Brown dans son ouvrage Brenva, publié en 1944, contraste fortement avec celui qu'en avait fait auparavant Frank Smythe sur le rôle respectif des deux alpinistes dans ces ascensions (idée des itinéraires, tête de la cordée…), déclencha une polémique entre les deux hommes.
Il participa à partir de 1930 à de nombreuses expéditions en Himalaya :
- 1930 : il participe à la tentative au Kangchenjunga de l'expédition internationale dirigée par le professeur Dyhrenfurth. Le 9 mai, à la suite d'une avalanche à plus de 7 000 m qui fait un mort et à un mur de glace qu'elle ne parvient pas à franchir, l'expédition renonce. Elle réussit peu de temps après l'ascension du pic Jongsong, 7 459 m, un record d'altitude en alpinisme[2] ;
- 1931 : il est le leader de l'expédition qui parvient au sommet du Kamet (7 756 m) en Inde[3], qui devient alors la montagne gravie la plus élevée. Lors de cette expédition, il découvre avec Holdswordth la Vallée des fleurs ;
- 1933 et 1936 : il est membre de deux expéditions à l'Everest menées par Hugh Ruttledge. En 1933, il atteint l'altitude de 8 550 m, en solitaire depuis 8 400 m et sans apport d'oxygène[2] ;
- 1938 : il participe à l'expédition à l'Everest menée par Eric Shipton et Bill Tilman.

Il déclara qu'il avait observé son ombre projetée comme un spectre de Brocken à travers la brume sur Ben Macdhui.
Il meurt le 27 juin 1949 à Delhi des suites d'une intoxication alimentaire et de crises de malaria.
Le mont Smythe (en) (3 246 m), dans les Rocheuses canadiennes où il servit comme officier instructeur alpin dans les Lovat Scouts durant la Seconde Guerre mondiale, a été nommé en son honneur.

## Ouvrages
- Climbs and Ski Runs, Blackwood,1930
- The Kangchenjunga Adventure, Gollanz, 1930
- Kamet Conquered, Gollanz, 1932
- An Alpine Journey, Hodder,1934
- The Spirit of the Hills Hodder, 1935
- Over Tyrolese Hills, Hodder, 1936
- Camp 6 Hodder, 1937
- The Mountain Scene, A&C Black, 1937
- The Valley of the Flowers, Hodder, 1938
- Peaks and Valleys, A&C Black, 1938
- A Camera in the Hills, A&C Black, 1939
- Mountaineering Holiday, Hodder, 1940
- Edward Whymper, Hodder, 1940
- My Alpine Album, A&C Black, 1940
- Adventures of a Mountaineer, Dent, 1940
- The Mountain Vision, Hodder, 1941
- Over Welsh Hills, A&C Black, 1941
- Alpine Ways, A&C Black, 1942
- Secret Mission, Hodder and Stoughton, 1942
- British Mountaineers, Collins, 1942
- Snow on the hills, A&C Black, 1946
- The Mountain Top, St Hugh's Press, 1947
- Again Switzerland, Hodder, 1947
- Rocky Mountains, A&C Black, 1948
- Swiss Winter, A&C Black, 1948
- Mountains in Colour, Max Parrish, 1949
- Climbs in the Canadian Rockies, Hodder, 1950

- Anthologie : Smythe, Frank S. The Six Alpine/Himalayan Climbing Books, Baton Wicks, 2000